# 구경각

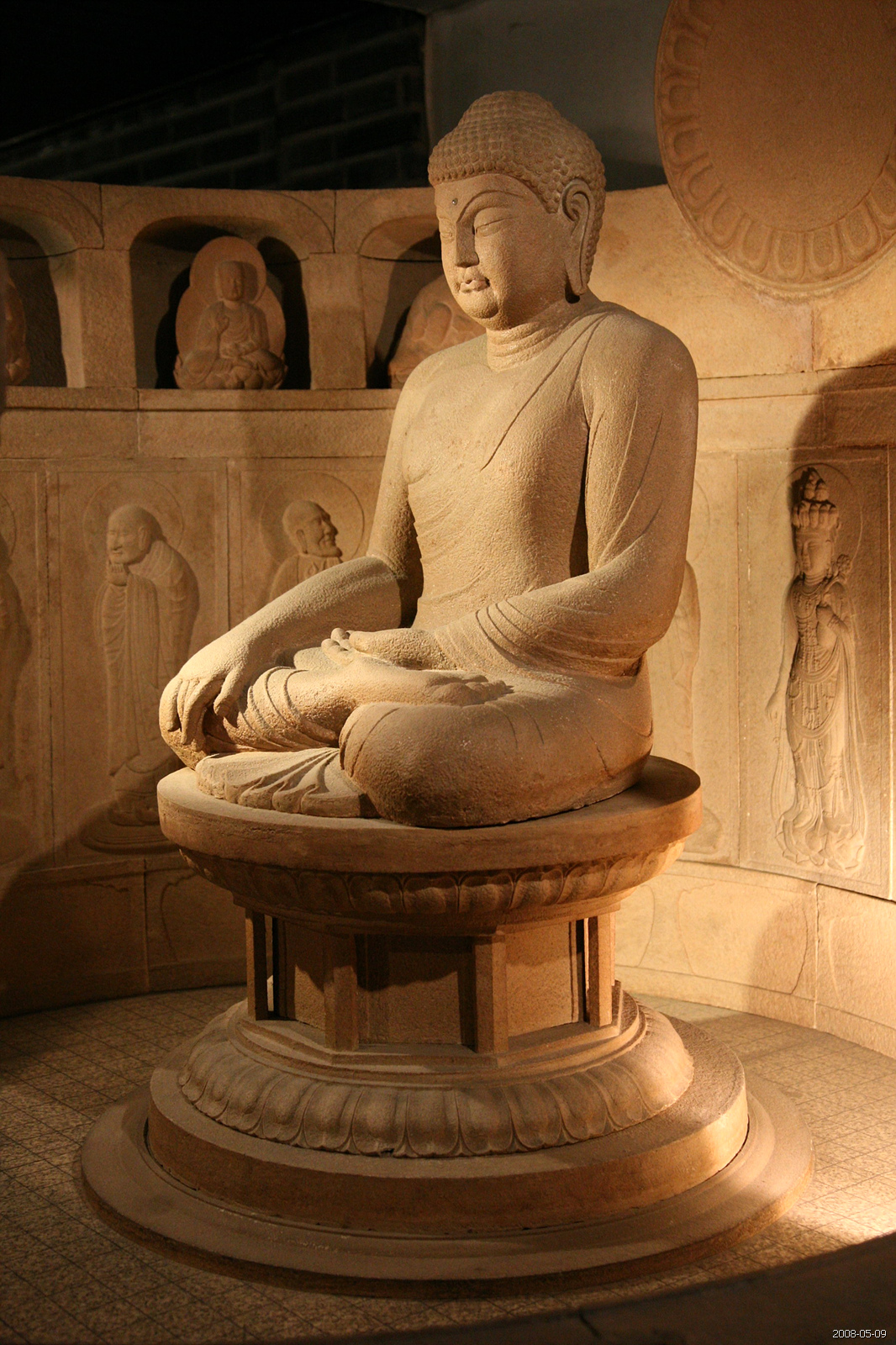
삼매에 든 고타마 붓다 (석굴암)

구경각(究竟覺, ultimate enlightenment, final enlightenment, supreme enlightenment)은 불교의 수행이 완성되어 증득(證得)하게 된 완전한 깨달음을 가리키는데 곧 부처의 상태를 이룬 것이나 부처가 되는 자리를 뜻한다.
구경각을 가리키는 다른 낱말로는 다음의 것들이 있다.
- 보리(菩提) 또는 각(覺), 또는 번역하여 깨달음
- 묘각(妙覺) 또는 번역하여 묘한 깨달음[4]
- 묘각지(妙覺地) · 묘각해지(妙覺海地) · 묘과(妙果)[5][6]
- 적멸심(寂滅心) · 적멸심묘각지(寂滅心妙覺地)[7][8]
- 보리(菩提) · 대보리(大菩提) 또는 번역하여 큰 깨달음[9]
- 반야(般若) · 마하반야(摩訶般若)[10][11]

여러 불교 종파와 경전에서는 구경각을 깨우치게 되는 선정(禪定)도 거론하는데 예컨대 《화엄경》과 화엄종의 교의에 따르면, 해인삼매(海印三昧)에 들면 비로소 구경각을 깨우쳐 부처가 된다. 《금강경》에 따르면, 금강삼매(金剛三昧)에 의거해, 《수능엄경》에 따르면, 수능엄삼매(首楞嚴三昧)에 의거해 구경각을 깨치게 된다.
대승불교의 주요 논서 중 하나인 《대승기신론》에서는 시각(始覺), 즉 수행을 통해 증득한 깨달음의 경지의 차이를 불각(不覺) · 상사각(相似覺) · 수분각(隨分覺) · 구경각(究竟覺)의 4각(四覺)으로 나누어 설명하고 있다.

## 묘각
묘각(妙覺)은 온갖 번뇌(煩惱)를 끊어버린 부처의 지위로 불교의 구경각(究竟覺)을 가리킨다.
묘각(妙覺)은 대승불교의 보살 수행계위 중 마지막의 불과(佛果)를 가리키는데, 《화엄경》에 나오는 41위(四十一位)나 《영락경》에 나오는 52위(五十二位)의 마지막 지위에 해당한다.
특히, 《영락경》에 나오는 10신(十信) · 10주(十住) · 10행(十行) · 10회향(十迴向) · 10지(十地) · 등각(等覺) · 묘각(妙覺)의 52위는 《화엄경》의 10주 · 10행 · 10회향 · 10지 · 불지(佛地)의 41위에 기반하여 성립된 보살 수행계위로, 대승불교에서 널리 사용하고 있는 보살 수행계위이다. 이들 수행계위에 대한 교의에 따르면, 등각보살 즉 등각의 지위에 있는 수행자가 마지막으로 남은 한 가지[一品] 무명(無明), 즉 최초[元品]의 무명, 즉 무시무명(無始無明) 즉 원품무명(元品無明) 즉 근본무명(根本無明)을 끊고 묘각의 지위에 들어간다.
묘각(妙覺)은 묘각지(妙覺地)라고도 하며 또는 묘각의 바다의 지위라는 뜻에서 묘각해지(妙覺海地)라고도 한다. 또한 적멸심(寂滅心) 또는 적멸심묘각지(寂滅心妙覺地)라고도 한다.

## 투리야
불교는 고대 인도 사상에 기초해 태어난 종교라서 이론도 비슷한데, 서로 대비시켜 모면, 인간인 욕계(欲界), 천사인 색계(色界), 신인 무색계(無色界)는 중생의 세계이고 투리야(Turiya)의 세계에 태어난 이를 부처라고 한다.
또 고대 인도 사상 중 힌두교의 교의에서 투리야는 유상삼매(有想三昧), 일시성 무상삼매(無想三昧), 완전한 무상삼매(無想三昧)에서 경험하는데 유상삼매에서는 매우 노력해야 잠깐 투리야에 들고 일시성 무상삼매는 매우 노력하지 않아도 얼마간[一時] 동안 투리야에 드는 경지이고 완벽한 무상삼매에서는 자나 깨나 어디에서나 투리야 상태가 지속된다.

## 사사무애
화엄교학에서는 수미산을 겨자씨에 넣을 수 있는 신통력을 사사무애라고 하며, 그러한 신통력을 가진 이들이 사는 법계를 사사무애법계라고 한다. 이 경지가 불교의 최고 경지라고 한다. 유마경에서는 수미산을 겨자씨에 넣을 수 있는 신통력을 불가사의해탈이라고 한다. 열반경에서는 석가모니가 대열반에 머무른 이는 수미산을 겨자씨에 넣을 수 있다고 설법한다.
유마경에는 불가사의해탈을 다양한 경우로 설명하는데, 화엄교학에서 신라 의상대사의 스승인 지엄스님은 십현문 중에서 미세상용안립문(微細相容安立門)이 수미산을 겨자씨에 넣는 것이며, 십현문 중에서 한가지만 가능하면 나머지 아홉도 자유자재하게 된다고 한다. 즉, 유마경의 불가사의해탈 중에서 단 한가지 신통력만 가능하면, 나머지도 다 가능하다는 것이다. 한국불교에서 가장 중요시하는 금강경의 대승정종분에서, 석가모니는 사사무애를 명상하라고 가르친다.

## 같이 보기
- 보살
- 보살 수행계위
- 41위 (화엄경)
- 51위 (인왕경)
- 52위 (영락경)
- 57위 (수능엄경)
- 선정과 지혜
- 불가사의

## 참고 문헌
- 곽철환 (2003). 《시공 불교사전》. 시공사 / 네이버 지식백과. |title=에 외부 링크가 있음 (도움말)
- 운허.  동국역경원 편집, 편집. 《불교 사전》. |title=에 외부 링크가 있음 (도움말)
- 축불념 한역, 노혜능 번역 (K.530, T.1485). 《보살영락본업경》. 한글대장경 검색시스템 - 전자불전연구소 / 동국역경원. K.530(14-374), T.1485(24-1010). |title=에 외부 링크가 있음 (도움말)
- (중국어) 佛門網. 《佛學辭典(불학사전)》. |title=에 외부 링크가 있음 (도움말)
- (중국어) 星雲. 《佛光大辭典(불광대사전)》 3판. |title=에 외부 링크가 있음 (도움말)
- (중국어) 축불념 한역 (T.1485). 《보살영락본업경(菩薩瓔珞本業經)》. 대정신수대장경. T24, No. 1485, CBETA. |title=에 외부 링크가 있음 (도움말)